# Cápsula articular
La cápsula articular es una membrana animal que engloba toda la articulación e impide que los segmentos óseos se desplacen en exceso.
La cápsula articular, junto con los ligamentos, se encarga de asegurar el contacto entre las superficies articulares. La misma se inserta en el hueso, en la cercanía del revestimiento del cartílago articular. En algunas articulaciones se fija a cierta distancia de las superficies articulares, y puede tener un trayecto recurrente hasta el borde del cartílago articular (como es el caso de la figura). En otras, la cápsula se fija a distancia del cartílago, pudiendo ocurrir entonces que una parte o la totalidad del cartílago epifisario se encuentre dentro de los límites de la cápsula articular.
El espesor de la cápsula es variable, y depende de la fisiología articular. Presenta engrosamientos, en general en los lugares donde se ejercen fuerzas de tracción. La capa externa de la cápsula articular (membrana fibrosa) va desde una pieza ósea a la otra, asegurando la cohesión de la articulación. La membrana sinovial es una membrana delgada que tapiza la superficie interior de la cápsula articular. Se inserta por sus extremos en el contorno del cartílago articular. Cuando la cápsula está insertada a distancia de la superficie articular, la membrana sinovial tapiza toda la superficie ósea interpuesta (ver figura).